# Johan Daniel Ramus
Johan Daniel Ramus (1683 i Trondhjem – 1762 i Köln) var en dansk-norsk bibliotekar, søn af lektor Melchior Ramus. 
Ved faderens død i 1693 kom han til Bergens Skole og dimitteredes derfra sammen med Ludvig Holberg i 1702. Han var på Regensen 1703-04, kom 1705 på Elers Kollegium og var en lystig og vel begavet student. 
Sammen med en anden student kom han i kontakt med konvertitten Matthias Bagger, som overtalte ham at rejse til jesuitterne i Strassburg. 
En aftale var truffet med en skipper, der skulle føre dem til Lybek; men præsteskabet i København bad politimesteren holde et vågent øje med flygtningene, som mistænktes for frafald fra den evangeliske kirke.
Som arrestant blev Ramus stillet for konsistorium; men mod udstedelse af en revers (juli 1706), at han ikke i nogen måde havde tænkt på at gå over til katolicismen, "saasom han ansaa Papismen for vederstyggeligt Kjætteri og Afguderi", løslodes han. 
Senere – året kendes ikke – rejste han udenlands; gik alligevel over til den katolske kirke, blev jesuit og bibliotekar hos ærkebiskoppen af Kôln.